# N,N′-Disuccinimidylcarbonat
N,N′-Disuccinimidylcarbonat (DSC) ist formal ein Kohlensäureester mit N-Hydroxysuccinimid (NHS, eine gute Abgangsgruppe) und kann daher als „aktivierte Kohlensäure“ aufgefasst werden. Wie das ähnliche Carbonyldiimidazol CDI stellt DSC ein Syntheseäquivalent von Phosgen dar und findet Verwendung zur Darstellung von so genannten Aktivestern in der Peptidchemie. Die aktivierte Carbonylgruppe des N,N′-Disuccinimidylcarbonat kann präparativ für den Aufbau von Carbamaten, Harnstoffen und Heterocyclen eingesetzt werden.

## Herstellung
Die Synthese von N,N′-Disuccinimidylcarbonat wurde 1979 beschrieben, ausgehend (A) von N-Hydroxysuccinimid (NHS) und Diphosgen in Xylol unter Rückfluss oder (B) von trimethylsilyliertem NHS und Phosgen in THF bei 0 °C.
Die Reinigung erfolgt durch Umkristallisieren mit Acetonitril.
In größeren Ansätzen kann DSC mit dem besser handhabbaren Phosgenersatz Triphosgen in THF und der Base Tributylamin – dessen Hydrochlorid THF-löslich ist – in hoher Reinheit ohne Umkristallisieren in 89 %iger Ausbeute erhalten werden.
So hergestelltes DSC enthält nur noch Spuren von N-Hydroxysuccinimid.

## Eigenschaften
N,N′-Disuccinimidylcarbonat ist ein weißer, in Prismen kristallisierender Feststoff, der in Wasser sehr wenig, in organischen Lösungsmitteln, insbesondere Acetonitril, jedoch gut löslich ist. Die stark streuenden Schmelzpunkte sind im Wesentlichen auf Verunreinigungen mit dem Ausgangsstoff N-Hydroxysuccinimid zurückzuführen.

## Anwendungen
Mit Alkoholen bildet N,N′-Disuccinimidylcarbonat die so genannten „gemischten Carbonate“, die mit Aminen im stöchiometrischen Verhältnis zu Carbamaten reagieren.
Auch mit gehinderten Alkoholen, wie einem substituierten Neopentylalkohol, und gehinderten Aminosäuren, wie tert-Leucin werden sehr hohe Ausbeuten bei geringer Racemisierung erzielt.
Eine häufig genutzte –  von Meir Wilchek beschriebene – Anwendung der Aktivierung von Alkoholen ist die Umsetzung von Polyethylenglycolen PEG bzw. von monomethyliertem m-PEG mittels DSC, die bei der so genannten PEGylierung von Proteinen, insbesondere von Antikörpern Verwendung finden.
Mit überschüssigem Aminen reagiert N,N′-Disuccinimidylcarbonat über Carbamate weiter zu Harnstoffen.
Die Synthese von besonders säurelabilen, auch als Leuchs’sche Anhydride bezeichneten N-Carboxyanhydriden (NCA) aus z. B. mit der 9-Xanthyl-Schutzgruppe an der Aminofunktion blockierten Aminosäuren, verläuft mit relativ hohen Ausbeuten ohne Racemisierung mit N,N′-Disuccinimidylcarbonat.
Mit Carbonsäuren reagiert N,N′-Disuccinimidylcarbonat in Gegenwart von Basen, wie Triethylamin oder Pyridin in Acetonitril bei Raumtemperatur unter CO2-Entwicklung in hohen Ausbeuten zu N-Hydroxysuccinimidestern, den so genannten NHS-Aktivestern.
Aminosäuren, die an der Aminogruppe eine Schutzgruppe tragen, wie z. B. eine Z-Gruppe oder Boc-Schutzgruppe, bilden mit DSC analog NHS-Aktivester ohne nachweisbare Racemisierung.
Die Reaktion dieser Aktivester mit Aminogruppen unter Bildung von Carbonsäureamiden eignet sich zum Aufbau von Peptiden und zur Verknüpfung von funktionellen Carbonsäuren mit Proteinen.